# The Phantom Agony
The Phantom Agony debitantski je studijski album nizozemske simfonijske metal grupe Epica. Svaka pjesma ima posebnu priču i govori o aktualnostima u svijetu koje su se događale tijekom snimanja albuma.

## Popis skladbi
1. "Adyta (The Neverending Embrace)"  – 1:26
2. "Sensorium"  – 4:48
3. "Cry for the Moon (The Embrace That Smothers, Part IV)"  – 6:44
4. "Feint"  – 4:19
5. "Illusive Consensus"  – 5:00
6. "Façade of Reality (The Embrace That Smothers, Part V)"  – 8:12
7. "Run for a Fall"  – 6:32
8. "Seif al Din (The Embrace That Smothers, Part VI)"  – 5:47
9. "The Phantom Agony"  – 9:01
10. "The Phantom Agony (single verzija)"  – 4:34